# エリック・フォッグ
エリック・フォッグ（Eric Fogg、1903年2月21日 - 1939年12月19日）は、イギリスの作曲家。
マンチェスター出身。ハレ管弦楽団のオルガニストの父から最初の音楽の手ほどきを受けた。10歳から14歳までマンチェスター大聖堂の聖歌隊員となり、バーミンガムでグランヴィル・バントックに師事した。作曲を始めたのは早く、17歳だった1920年3月30日にはイギリス音楽協会が「フォッグの夕べ」を開いて25曲を紹介した。その後18歳までに57曲を作曲した。1921年10月16日には中国組曲『黄金の谷』が王立音楽大学でエイドリアン・ボールトとクイーンズホール・オーケストラによって初演された。
1924年、BBCマンチェスターに伴奏者として入社し、後に音楽ディレクター補に昇進した。1930年代には「チルドレンズ・フェイヴァリッツ」というラジオ番組に出演し「エリックおじさん」として知られた。指揮者としてもマンチェスター少年少女オーケストラを指揮して成功した。その後ロンドンに出て、1934年にBBCの音楽ディレクターとなった。
1939年12月19日、ブライトンで2回目の結婚式を挙げに行く途中、ウォータールー駅で転落して轢死した。自殺説もある。
初期の作品はイーゴリ・ストラヴィンスキーの影響を受けていたが、後期はバントック、リヒャルト・シュトラウス、ウィリアム・ウォルトンの影響がみられる。批評家によって「前衛的すぎる」「保守的だ」と相反する評価を受けた。

## 作品
- バレエ「ヘンゼルとグレーテル」（1918）
- ダンス・ファンタジー～ピアノとオーケストラのための（1919）
- 中国組曲「黄金の谷」（1919）
- バレエ「黄金の蝶」（1919）
- バラード嬰ハ短調～ピアノのための（1920）
- 序曲「間違いの喜劇」（1922）
- 弦楽四重奏曲（1922-23）
- 詩曲～チェロとピアノのための（1922）
- ファゴット協奏曲（1931）